# Libo (Qiannan)
Libo (chinesisch 荔波县, Pinyin Lìbō Xiàn) ist ein chinesischer Kreis im Autonomen Bezirk Qiannan der Bouyei und Miao im Süden der Provinz Guizhou. Libo hat eine Fläche von 2.411 km² und zählt 132.400 Einwohner (Stand: Ende 2018). Sein Hauptort ist die Großgemeinde Yuping (玉屏镇).
Die Karstlandschaft von Libo steht als Teil der Karstlandschaften in Südchina seit 2007 auf der Liste des UNESCO-Welterbes.